# 中和駅 (新北捷運)
中和駅（ちゅうわえき）は、台湾新北市中和区にある新北捷運環状線の駅(p162)。将来的には萬大中和樹林線も乗り入れる予定。かつての計画時の名称は華中橋だった。

## 歴史
- 2011年5月25日 - 環状線着工[2]
- 2014年
  - 10月16日 - （萬大線）入札で業者決定[3]。
  - 10月28日 - （萬大線）当駅を含むCQ861工区起工式典[3][4]。
  - 12月2日 - （萬大線）CQ861工区起工[5]。
- 2019年12月 - 環状線開業予定[6]。
- 2020年
  - 1月19日 - 時間帯限定で無料試乗開始[7]
  - 1月31日 - 開業（10時式典、14時運行開始、2月末までは無料）[8][9]。
- 2023年
  - 1月30日、台北捷運公司が請け負っていた環状線西環段の運営委託契約が満了し、翌日付で資産は新北市側に移転（2期延伸時に改めて全区間の運営権がどちらかに一本化されるまでの暫定処置）したが[10]、本路線の移管には交通部の承認が必要なため、実際の移管完了にはさらに半年程度を要することとなった[11]。
  - 5月23日、環状線西環段の運営権について、台北捷運公司から新北捷運公司への移管作業が正式に完了し、交通部の承認も下った[12]。

## 駅構造
環状線は2層式単式ホーム2面2線の高架駅(p146)。フルスクリーンタイプのホームドア設置駅(pp157)。
中山路二段の交差点北側、路面幅20メートルの板南路上に幅9.06メートル、全長106.8メートルの駅舎があり、ホーム長は約80メートル。
出口は南に1ヶ所が萬大線地下駅との連絡通路および共同開発ビルと一体化して設置される(pp162-164)。環状線でホーム以外に設定される駅空間のテーマカラーは「■取納（緑、Pantone490C）」(p91)。
萬大線は地下2-4階に上下2層式単式ホーム2面2線が設置されるため、地下3階コンコースから地上5階までの直通連絡エスカレーターも設けて地下と地上高々架ホームの乗換えに便宜が図られる。

### 駅階層

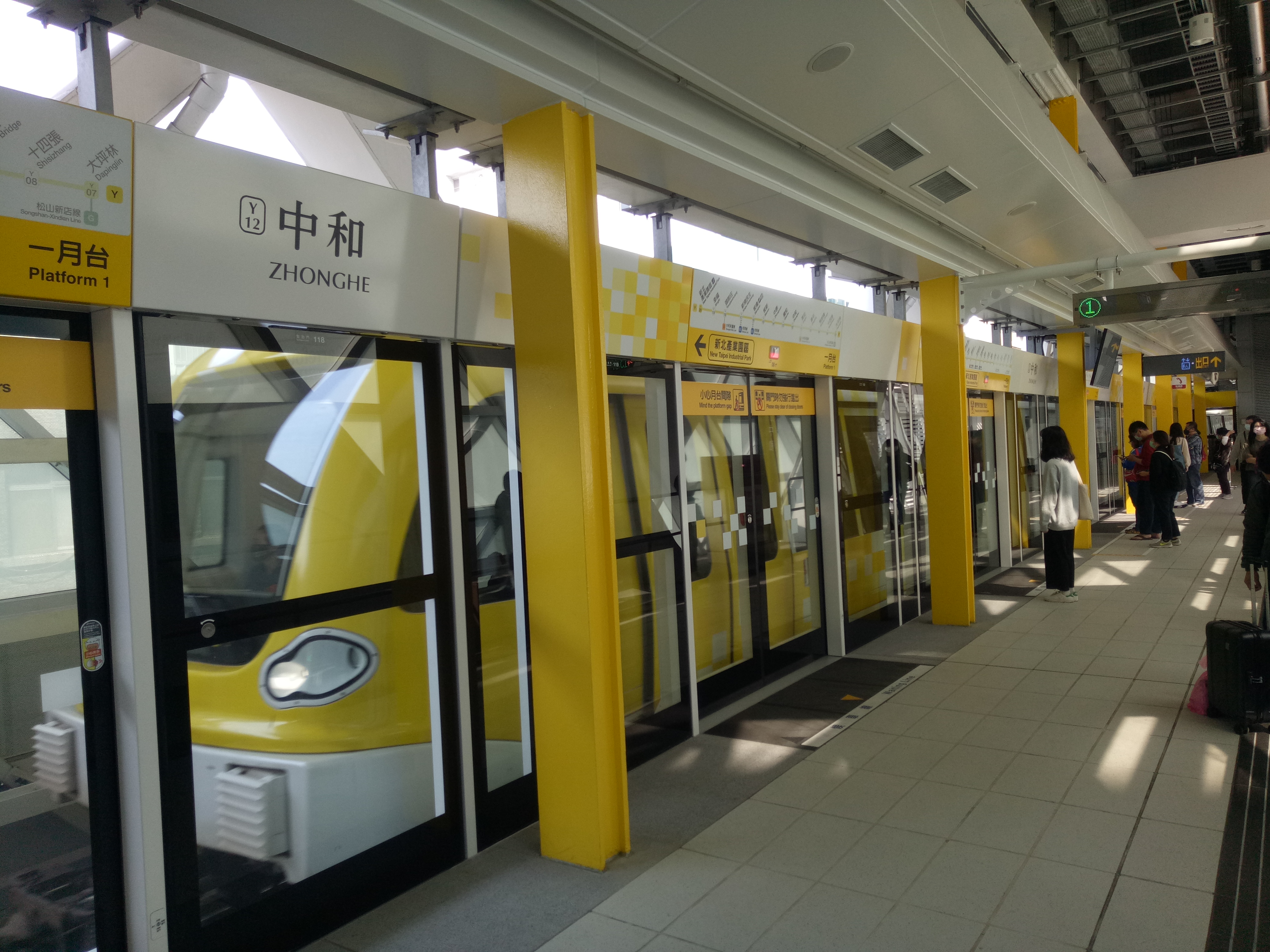
1番線

|           |                             |                                                    |
| 地上 五階 | 2番線                       | → 環状線 大坪林方面（景安駅）→                     |
| 地上 五階 | 単式ホーム 右側のドアが開く |                                                    |
| 地上 三階 | 1番線                       | ← 環状線 板橋・新北産業園区方面（橋和駅）          |
| 地上 三階 | 単式ホーム 左側のドアが開く |                                                    |
| 地上 二階 | 通道層                      | 地上通路                                           |
| 地上      | コンコース層                | 出入口、環状線コンコース、窓口、自動券売機、改札口 |
| 地下 一階 | コンコース層                | 萬大線コンコース、窓口、自動券売機、改札口         |
| 地下 一階 | コンコース層                | 便所                                               |
| 地下 二階 | 単式ホーム 右側のドアが開く | 単式ホーム 右側のドアが開く                        |
| 地下 二階 | 1番線                       | ← 萬大樹林線 莒光方面（連城錦和駅）                |
| 地下 四階 | 単式ホーム 左側のドアが開く | 単式ホーム 左側のドアが開く                        |
| 地下 四階 | 2番線                       | → 萬大樹林線 中正紀念堂方面（永和永平国小駅）→     |

### 駅出口
- 出口1：中山路二段

## 利用状況
| 年   | 年間      | 年間      | 年間      | 年間   | 1日平均 | 1日平均 |
| 年   | 乗車      | 下車      | 乗降車計  | 出典   | 乗車    | 乗降車  |
| ---- | --------- | --------- | --------- | ------ | ------- | ------- |
| 2020 | 1,422,846 | 1,456,928 | 2,879,774 | [ 15 ] | 4,089   | 8,275   |
| 2021 | 1,264,245 | 1,293,357 | 2,557,602 | [ 15 ] | 3,464   | 7,007   |
| 2022 | 1,444,707 | 1,464,467 | 2,909,174 | [ 15 ] | 3,958   | 7,970   |

## 駅周辺
- 華中橋（中国語版）

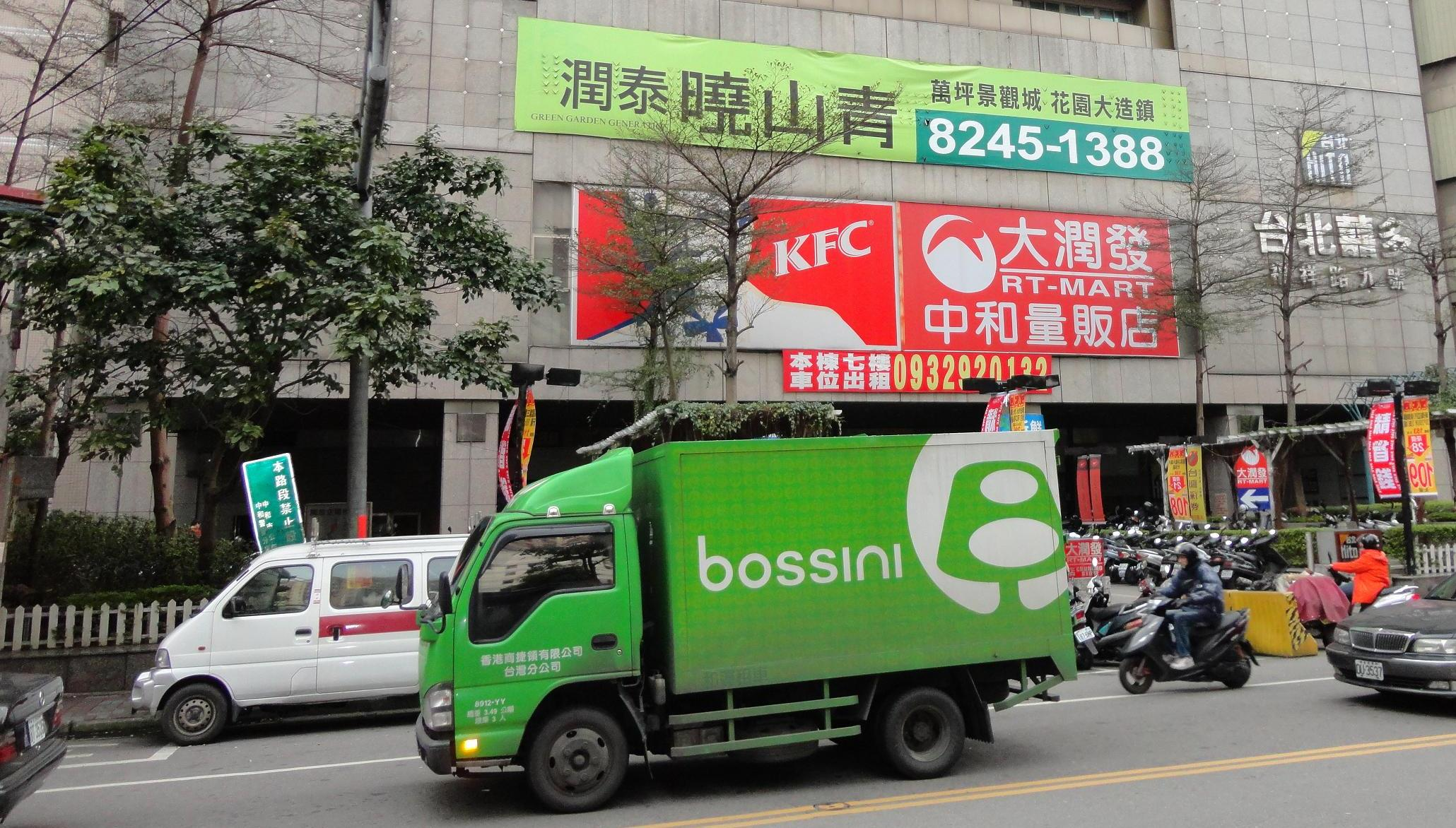
南山威力購物広場（中国語版）
  - 家楽幅（カルフール）中和店
- 好市多（コストコ）中和店
- 全聯福利中心 中和安邦店（スーパーマーケット）
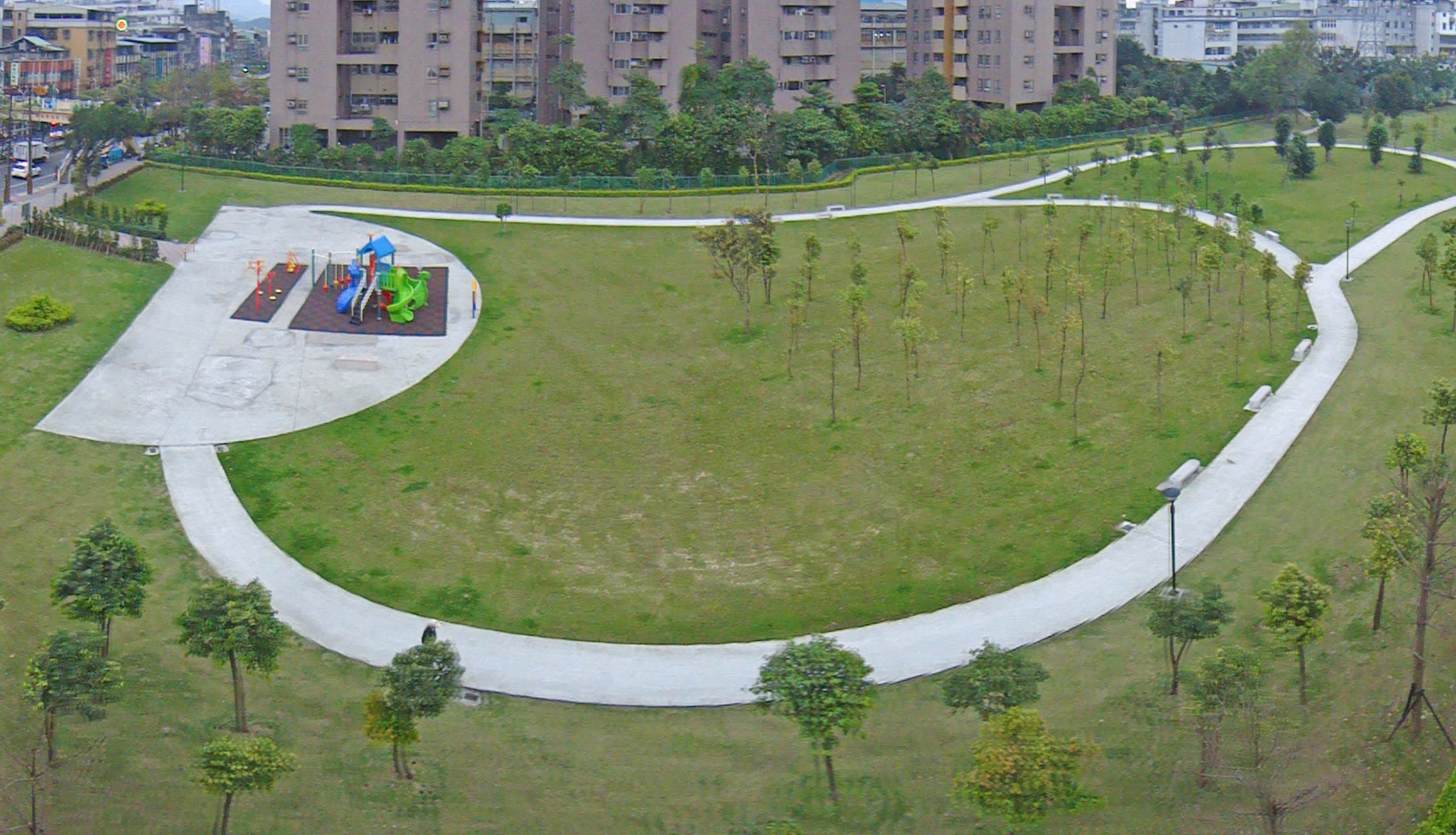
公路二村公園（中国語版）
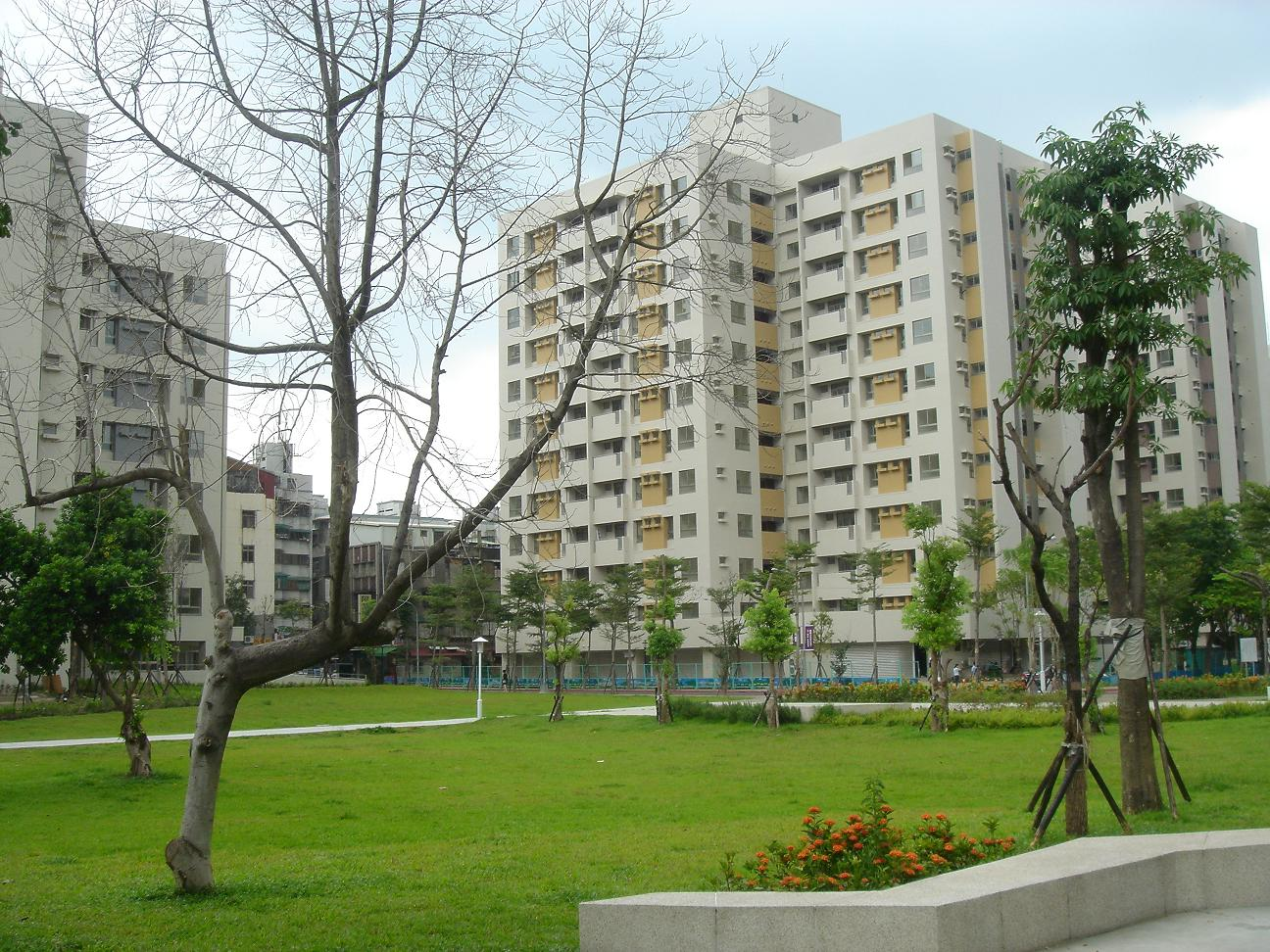
安邦公園（中国語版）
南山威力購物広場
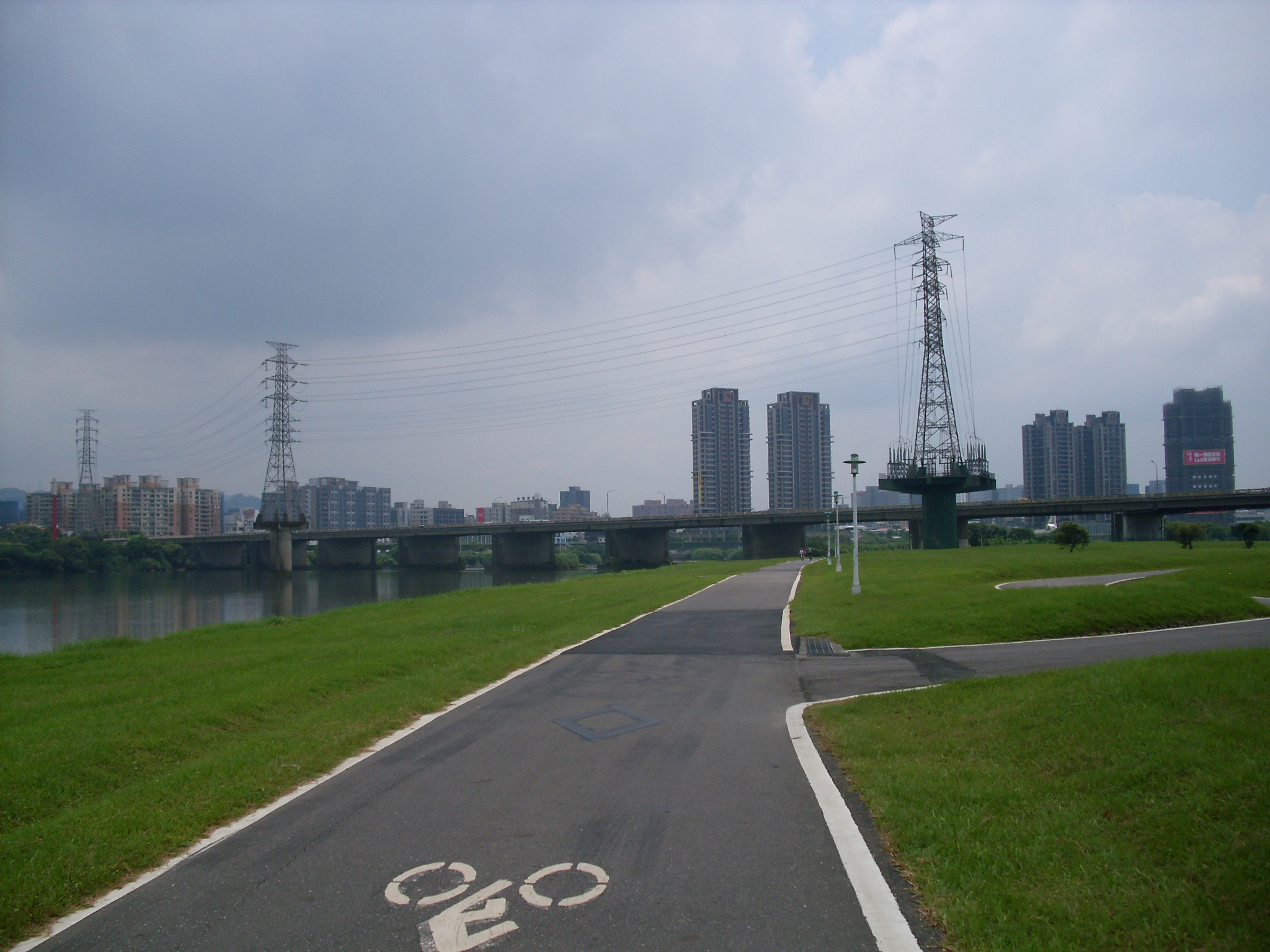
華中橋
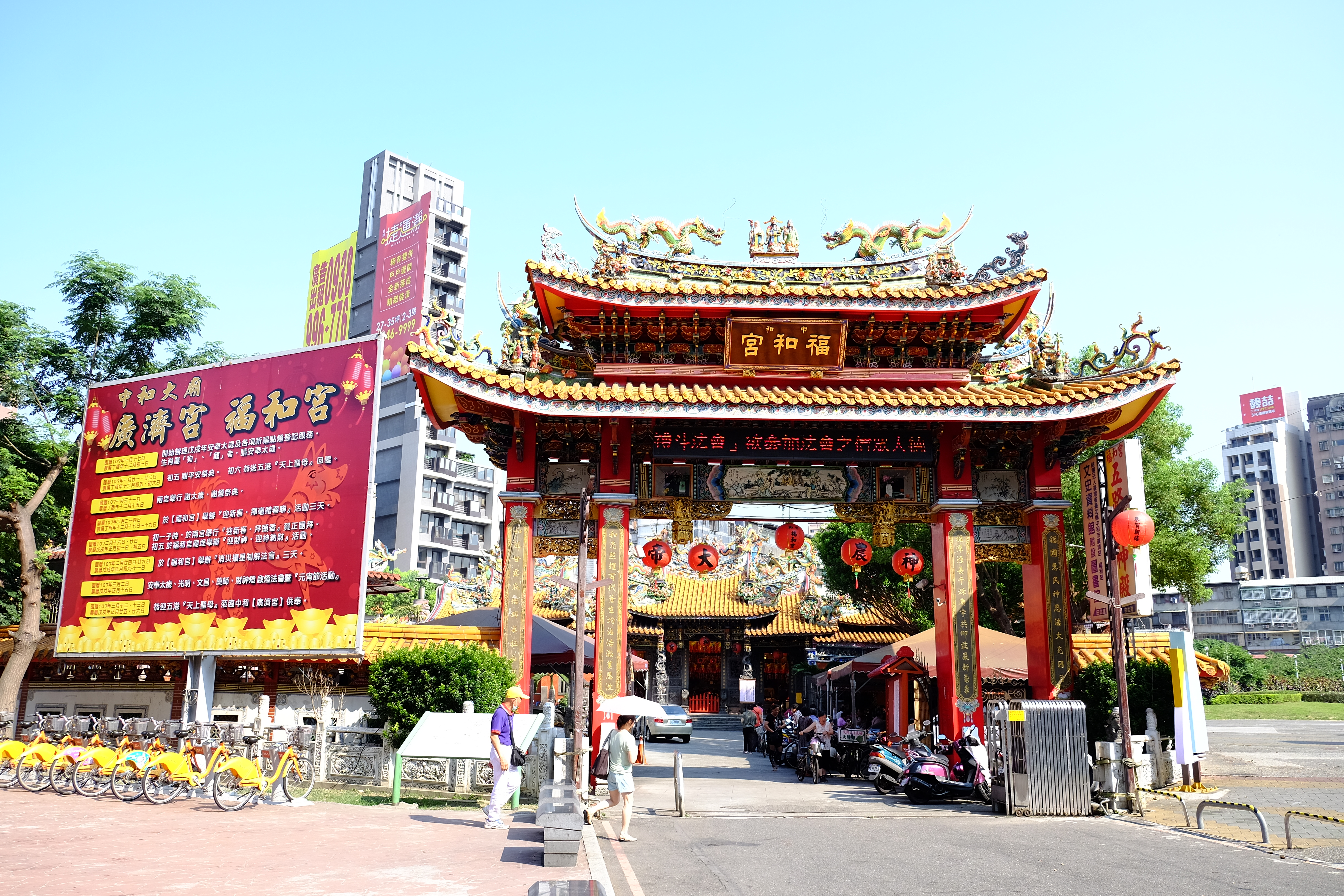
行政院財政部北区国税局（中国語版）中和稽徵所
- 大潤発（中国語版）中和店
- 中和路口（中国語版）商圈
- 枋寮公有零售市場
- YouBike（新北市公共自転車（中国語版））捷運中和駅

- 大潤発中和店
- 公路二村公園
- 安邦公園
- 南山威力購物広場
- 華中橋
- 中和福和宮

## 隣の駅
新北捷運
 環状線
景安駅 Y11 - 中和駅 Y12  - 橋和駅 Y13